# Pointe d'Orny
La pointe d'Orny est un sommet en Suisse culminant à 3 271 mètres d'altitude. Elle est un belvédère apprécié sur le plateau glaciaire du Trient.

## Géographie
La pointe d'Orny est située en Suisse, dans le canton du Valais, en amont de la vallée du Trient, sur la rive droite du glacier du même nom. Elle est située au nord-est du vaste plateau glaciaire du Trient.

## Premières ascensions
- 30 mars 1872 - versant ouest par Émile Javelle et Paul Rouget.
- 21 août 1899 - arête nord-nord-est par Onésime Crettex et Edmond Rossier.

## Alpinisme et ski
En été, l'ascension de la pointe d'Orny ne présente aucune difficulté et offre un panorama sur le plateau glaciaire du Trient et ses sommets avoisinants.
En hiver, plusieurs itinéraires de difficulté variable existent pour la gravir et en descendre en ski-alpinisme : 
- couloir Trifide, branche orientale ;
- combe d'Orny ;
- couloir du glacier d'Arpette.